# Selmar
Selmar ist die männliche Form von Selma und die Neuform des althochdeutschen Namens Anselm.

## Bedeutung
Aus dem Althochdeutschen: ans = (Gott/Ase) und dem Wort helm = (Schutz) geht die Bedeutung „Schutz der Götter“ oder „Götterschutz“ hervor.